# Gudurica
Gudurica (en serbe cyrillique : Гудурица ; en hongrois : Temeskutas) est une localité de Serbie située dans la province autonome de Voïvodine. Elle fait partie de la municipalité de Vršac dans le district du Banat méridional. Au recensement de 2011, elle comptait 1 092 habitants.
Gudurica est officiellement classé parmi les villages de Serbie.

## Démographie

### Évolution historique de la population
| 1948  | 1953  | 1961  | 1971  | 1981  | 1991  | 2002  | 2011  |
| ----- | ----- | ----- | ----- | ----- | ----- | ----- | ----- |
| 1 474 | 2 024 | 2 105 | 1 560 | 1 448 | 1 338 | 1 267 | 1 092 |

|  |